# Nacna
Nacna é um gênero de traça pertencente à família Arctiidae.